# Подгорненский сельсовет (Пензенская область)
Подгорненский сельсовет — муниципальное образование со статусом сельского поселения в Мокшанском районе Пензенской области Российской Федерации.
Административный центр — село Подгорное.

## История
Статус и границы сельского поселения установлены Законом Пензенской области от 2 ноября 2004 года № 690-ЗПО «О границах муниципальных образований Пензенской области».

## Население
| 2002 | 2010  | 2012 | 2013 | 2014 | 2015 | 2016 |
| ---- | ----- | ---- | ---- | ---- | ---- | ---- |
| 1059 | ↘1003 | ↘986 | ↘969 | ↘950 | ↘945 | ↘935 |
| 2017 | 2018  | 2021 |      |      |      |      |
| ↘909 | ↘893  | ↘835 |      |      |      |      |

## Состав сельского поселения
| № | Населённый пункт  | Тип населённого пункта       | Население |
| - | ----------------- | ---------------------------- | --------- |
| 1 | Большая Хомяковка | деревня                      | 2         |
| 2 | Дмитриевка        | село                         | ↘220      |
| 3 | Озерки            | село                         | ↘44       |
| 4 | Подгорное         | село, административный центр | ↗726      |
| 5 | Решительный       | посёлок                      | 11        |